# 樺島石梁

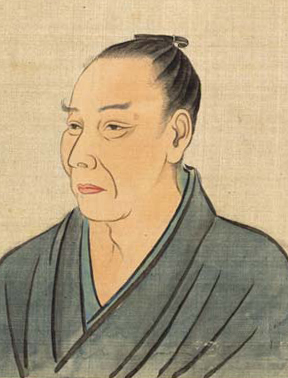
樺島石梁（谷文晁『近世名家肖像』）

樺島 石梁（かばしま せきりょう、宝暦4年10月7日（1754年11月20日） - 文政10年11月30日（1828年1月16日）は、江戸時代中期から後期にかけての儒学者。久留米藩出身で、細井平洲の門下。久留米藩藩校明善堂の設立にあたり、その教授（校長）となった。石梁は号で、通称は勇七、諱は公礼、字は世儀。

## 生涯
宝暦4年（1754年）、久留米城下の荘島小路石橋丁（現：久留米市荘島町）に、樺島三右衛門の四男として生まれる。初名は勇吉で、のちに通称を勇七とした。号の石梁は、石橋丁に生まれたことにちなむ。
幼いころから学問を好んだとされるが、生家は軽輩であったために苦学した。11歳から13歳まで宮原南陸に就いて学んだほかは独学であった。天明3年（1783年）、石梁30歳の時に藩主有馬頼徸より毎年銀7枚の学費が支給される。天明4年（1784年）江戸に出ると、久留米藩邸で生活しながら様々な学者を訪ね、天明6年（1786年）に細井平洲の門に入る。平洲の私塾「嚶鳴館」に住み込み、学僕として働きながら学問に励んだ石梁は、のちに塾長に挙げられ、平洲の高弟として名が知られるようになった。石梁は平洲を終生の師とし、折衷学派の学統を引き継いだ。
久留米藩は天明8年（1788年）に石梁を中小姓に召し出す。翌寛政元年（1789年）には、藩世子定之丞の侍読となり、久留米藩江戸屋敷の講談所教官となった。寛政7年（1795年）、12年ぶりに久留米に帰国し、妻を娶った。
久留米藩には藩校として修道館があったが、寛政7年（1795年）正月に火災によって焼失していた。寛政8年（1796年）、石梁は藩校教授左右田尉九郎とともに藩校再建を命じられる。石梁は費用調達のために豪農樋口甚蔵をはじめとする篤志家を説得するなど、藩校再建事業で主要な役割を果たした。11月に再建がなった藩校は「明善堂」（現：福岡県立明善高等学校）と命名され、12月9日に講義が始められた。石梁は明善堂の教員として（左右田没後の享和2年（1802年）に教授に任命される）藩校での教育に当たるとともに、有馬頼貴・有馬頼徳2代の藩主に仕えて久留米藩全体の教学に尽力した。
その学識は広く知られ、柴野栗山・古賀精里・菅茶山・頼春水・高山彦九郎と交際があった。
著書に『石梁文集』『石梁遊草』など。のちにその著述は『樺島石梁遺文』全8巻に収められた。
文政10年（1827年）没、享年74。墓所は久留米市寺町の真教寺にある。
明治44年（1911年）、正五位を追贈された。